# 21626 Matthewhall
21626 Matthewhall è un asteroide della fascia principale. Scoperto nel 1999, presenta un'orbita caratterizzata da un semiasse maggiore pari a 2,2538894 UA e da un'eccentricità di 0,1807851, inclinata di 5,23514° rispetto all'eclittica.